# 圣母领报多联画

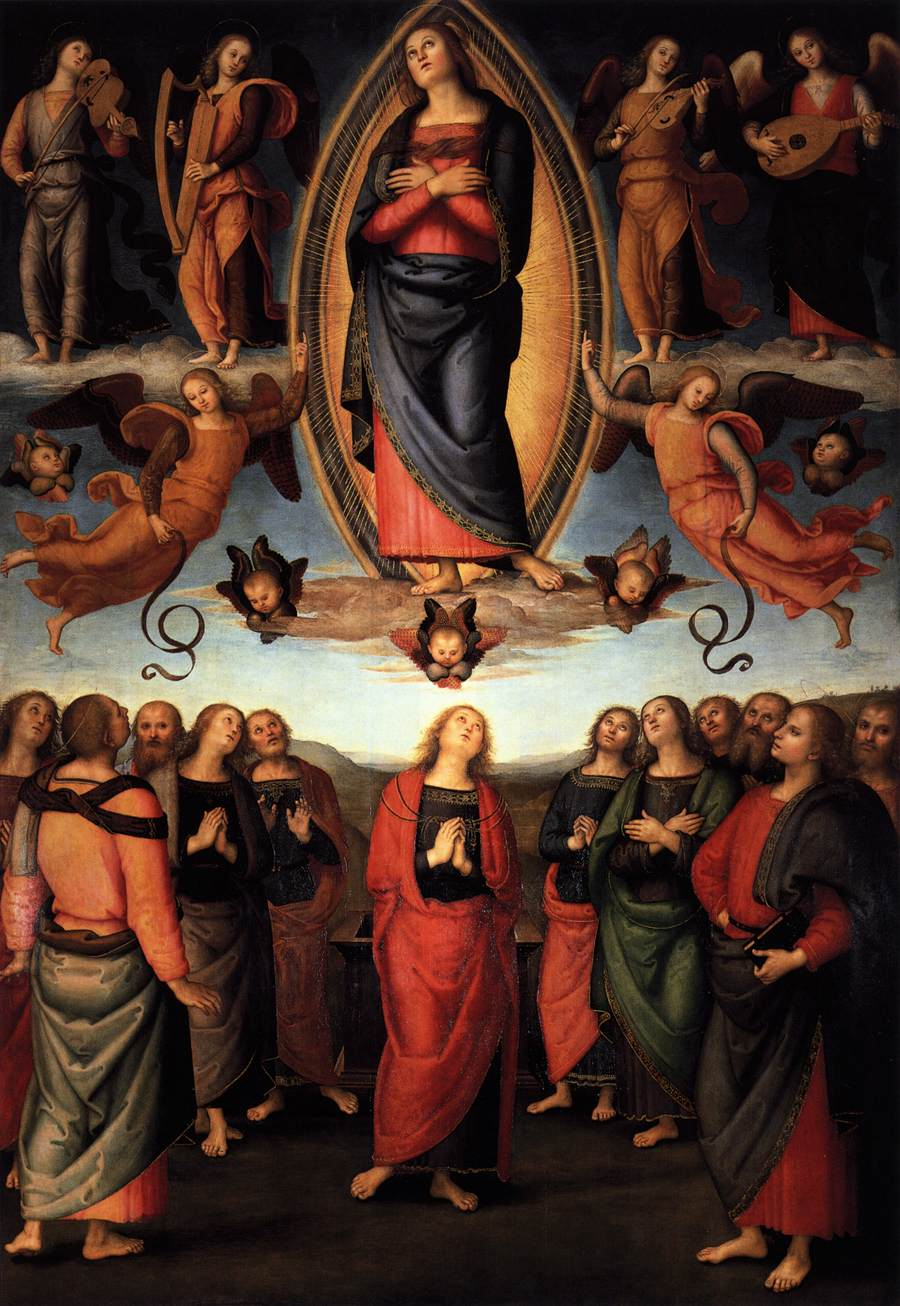
圣母升天，1506 年，佩鲁吉诺（佛罗伦萨，佛罗伦萨圣母领报大殿，拉巴塔小堂）

圣母领报多联画是佛罗伦萨圣母领报大殿的一组多联画，由菲利皮诺·利皮开始，佩鲁吉诺完成。其中《耶稣下十字架》现藏于意大利佛罗伦萨的学院美术馆 ，《圣母升天》仍在圣母领报大殿的拉巴塔小堂。另外六幅附饰画分别藏于阿尔滕堡的林德瑙博物馆、纽约大都会艺术博物馆、罗马的国立古代艺术美术馆和南非的私人收藏。

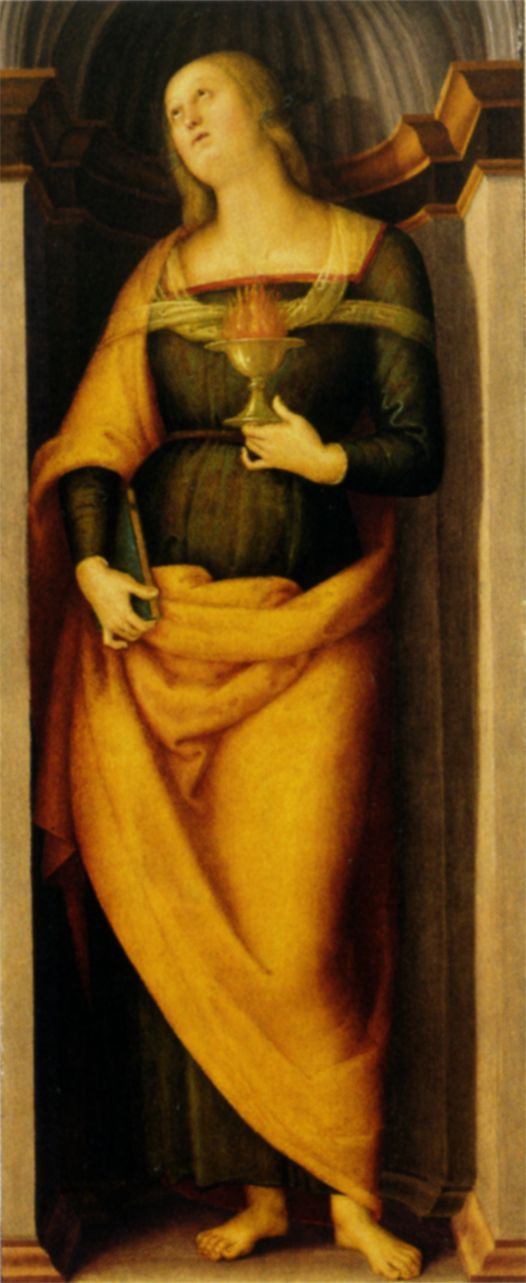
圣路济亚

## 历史
佛罗伦萨圣母领报大殿最初委托菲利皮诺·利皮为正祭台设计了这组画。里皮将合同让给了莱昂纳多·达芬奇，他完成了圣亚纳、圣母与圣婴，但在1502年追随切萨雷·博吉亚之后放弃了这项工作。因此工作又重新分配给利皮，他完全改变了主题。 1504 年他去世时，这幅画的主要部分已经完成，被分配给彼得罗·佩鲁吉诺 ，后者于 1507 年完成了这幅画，包括附饰画。
完成后，这幅画因构图缺乏原创性，而受到佛罗伦萨人的严厉批评。当时，佩鲁吉诺经常重复使用相同的构图，因为佣金很多。因此，圣母领报祭坛画是佩鲁吉诺在佛罗伦萨的最后一部作品。
这幅作品最初画在两侧：《圣母升天》面向教友，而《耶稣下十字架》面向咏经席。面作一分为二后，后者移到大公的收藏中，后来进入学院美术馆；圣母升天则留在教堂，后来搬到拉巴塔小堂。
画面展示耶稣基督死后从十字架上被取下来的那一刻。四个人正在使用梯子执行任务。左侧的圣母昏倒，由女信徒搀扶。在十字架脚下祈祷的是抹大拉的马利亚，她虔诚地注视着她最近洗净并抹油的脚。右边是圣史若望，他惊讶地看着面前地上掉落的钉十字架的钉子，可能在提议小心处理处理主的身体。
根据乔尔乔·瓦萨里的说法，利皮完成了这幅画的上半部分。佩鲁吉诺完成了未完成的耶稣的面部。后者还绘制了作品的下半部分，其特点是他典型的宁静面孔和远处的风景。佩鲁吉诺的助手绘制了大量细节，尤其是附饰画。
多联画的附饰画现在分别藏于几个美国博物馆：
- 耶稣诞生, 26.7x42.6厘米，芝加哥艺术学院 （页面存档备份，存于）
- 基督的洗礼, 26.7x42.6厘米，芝加哥艺术学院 （页面存档备份，存于）
- 坑里的撒玛利亚女孩, 26,7x42.6厘米，芝加哥艺术学院 （页面存档备份，存于）
- 不要摸我, 26.7x42.6厘米，芝加哥艺术学院 （页面存档备份，存于）
- 基督的复活, 27x45.7厘米，纽约，大都会艺术博物馆 （页面存档备份，存于）

附饰画